# باسیان
باسیان (به انگلیسی: Basian) یک منطقهٔ مسکونی در پاکستان است که در خیبر پختونخوا واقع شده‌است. باسیان ۸۰۰ متر بالاتر از سطح دریا واقع شده‌است.